# Kenneth Richmond Andrews
Kenneth Richmond Andrews (Connecticut, 24 de mayo de 1916 - Durham, 4 de septiembre de 2005) fue un académico estadounidense a quien, junto con Igor Ansoff y Alfred D. Chandler Jr., se le atribuyó el papel fundamental en la introducción y popularización del concepto de Estrategia de negocios.

## Primeros años
Andrews se graduó de la Universidad Wesleyana en 1937 con una maestría en inglés. Luego realizó un doctorado en inglés en la Universidad de Illinois en Urbana-Champaign, pero fue reclutado en la Fuerza Aérea del Ejército durante la Segunda Guerra Mundial. Se desempeñó en la Escuela de Control Estadístico, que se llevó a cabo en el campus de la Escuela de negocios Harvard y fue impartido por miembros de la facultad. Andrews se retiró del ejército con el rango de Mayor y se unió a la facultad de Harvard Business School en 1946, para enseñar Prácticas Administrativas a estudiantes de MBA. Completó su tesis doctoral sobre Mark Twain en 1948. Aproximadamente en 1950 era un miembro importante del pequeño equipo que desarrollaba el curso de Política Comercial de HBS.

## Carrera académica
En 1965 se publicó el libro de texto de gran influencia "Política comercial: texto y casos", reconociendo a Andrews como el autor de la parte de "texto". Esa parte también se publicó por separado bajo el nombre de Andrews en 1971. Varias ediciones de ambos libros aparecieron durante la década de 1980.
Además de ser quizás el primer concepto de estrategia empresarial que se enseña de forma rutinaria en cursos formales, la visión específica de la formación de estrategias que enseñó Andrews parece haber proporcionado muchos de los preceptos subyacentes de lo que es la estrategia, para varias ramas de la literatura sobre estrategia. El documento fuente de la teoría de la estrategia de Chamberlain lo identifica como "el más influyente de los autores fundacionales de la literatura sobre estrategia". Aunque introdujo una serie de preceptos de estrategia, Andrews no estableció un concepto detallado de lo que es la estrategia. En cambio, dijo que eligió a "eludir el problema de hacer distinciones entre los objetivos, las políticas y los programas de acción". Además Andrews no afirmó que se originan todos los preceptos que se propuso, y se ha observado que algunos habían sido introducido previamente por Philip Selznick en 1957 o Alfred D. Chandler en 1962.
A pesar de compartir una serie de preceptos básicos de Andrews, una rama importante de la literatura difería mucho de él con respecto a cómo se forma la estrategia. Andrews prescribió que la dirección debería decidir y adoptar deliberada y conscientemente la estrategia. Henry Mintzberg, sin embargo, enseña que, en realidad, la estrategia a menudo surge de acciones y comportamientos en varios niveles organizacionales y, además, esto es deseable. Por lo tanto, si se reconocen ambos puntos de vista, hay dos tipos principales de procesos a través de los cuales se puede formar la estrategia: deliberado y emergente. Ha habido un vigoroso debate sobre la medida en que cada uno de estos procesos de formación de estrategias es habitual o apropiado.